# سعد عبد القادر ماهر
سعد عبد القادر ماهر، (ولد في سامراء سنة 1955 – )، هو قاص وكاتب ومهندس عراقي.

## النشأة والتعليم
ولد سعد عبد القادر في مدينة سامراء في 12 كانون الثاني/ يناير 1955، تلقى تعليمه الابتدائي فيها، وأكمل دراسته الأكاديمية في قسم الهندسة الكهربائية بالجامعة التكنولوجية عام 1978، ثم بعد ذلك اهتم بكتابة القصص والرويات وبعض الكتب التاريخية حول العراق، وأيضا له مؤلفات في اختصاصه باللغة الانجليزية، وألف كتاباً بعنوان "عناية صحية" بثلاثة أجزاء في ما يخص الصحة العامة والغذاء.

## مؤلفاته
1. تراتيل على شاطئ البحر
2. صراع الأيديولوجيات.
3. حب وحروب.
4. عُقول مُغيَّبة.
5. سِفر الأبطال.
6. قارون.
7. حارس وجش الرؤيا 13.
8. العراق والكويت.. نزاع غير مشروع.
9. السبيل الرشيد في آيات الكتاب المجيد.
10. عقائد ضِرار: الوجيز في إبطال الشُّبُهات.
11. لوحة في القلب.
12. صون اللسان في كشف البيان.
13. أمين نينوى.
14. الملفات الأربعون.
15. اختزال.
16. مظاهر خدّاعة.
17. عناية صحيّة.
18. نريد وطن.
19. سريالية الزمن.
20. شؤون دائمة: مقالات لكل زمان.
21. حياتنا: رباعيات قصصية.
22. الظل الرقمي.